# Nuri al-Maliki

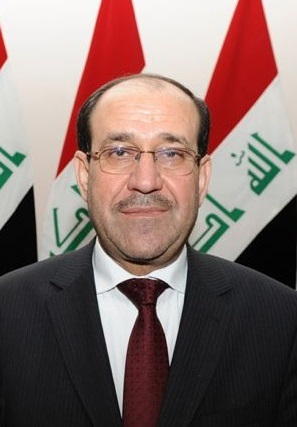
Nuri al-Maliki (2013)

Nuri Kamil Mohammed Hasan al-Maliki (arabisch نوري المالكي, DMG Nūrī al-Mālikī; * 20. Juni 1950 in Hindiya), auch bekannt als Dschawad (جواد) oder Abu Esraa (أبو إسراء), ist ein irakischer Politiker und der stellvertretende Vorsitzende der Islamischen Dawa-Partei. Von April 2006 bis August 2014 war er irakischer Premierminister. Von 2014 bis 2015 und nochmal von 2016 bis 2018 war er einer von mehreren Vizepräsidenten. Er selbst nennt sich Nuri Kamil al-Maliki. Früher verwendete er den Vornamen Dschawad.

## Leben
Al-Maliki studierte an der Universität Bagdad arabische Literaturwissenschaft. Sein Studium schloss er mit einem Master ab. Nach dem Studium arbeitete er in Hilla im Bildungsbereich.
Wegen seiner ab 1968 bestehenden Mitgliedschaft in der Dawa-Partei, die in der Opposition zu Saddam Hussein stand, wurde al-Maliki 1980 zum Tode verurteilt, worauf er mit anderen Mitgliedern der Partei in den Iran floh. Später leitete er zusammen mit Ibrahim al-Dschafari in Syrien das so genannte Dschihad-Büro zur Koordinierung der Opposition gegen Saddam Hussein. Im Exil änderte er seinen Vornamen in Dschawad. Im Iran-Irak-Krieg kämpfte er zudem auf Seiten der iranischen Armee gegen die irakische Armee. Später wurde er Führer der Dawa-Partei in Syrien und im Libanon und Autor der parteieigenen Zeitung al-Mauqif.
Nach dem Sturz von Saddam Hussein im Zuge des Irak-Krieges kehrte al-Maliki in den Irak zurück und kandidierte bei der Wahl im Januar 2005 für die Schiitische Allianz. Al-Maliki wurde in das Parlament gewählt und leitete daraufhin den Ausschuss für Sicherheit und Verteidigung. Zudem war er von 2003 bis 2004 Mitglied der von der US-Besatzung initiierten Kommission zur Entbaathifizierung und war als Vertreter der Schiitischen Allianz an den Verhandlungen über eine neue irakische Verfassung beteiligt.
Im April 2006 wurde er zum neuen Premierminister des Irak nominiert mit dem Ziel, eine Einheitsregierung zu bilden. Am 22. April 2006 beauftragte der irakische Präsident Dschalal Talabani al-Maliki offiziell, die neue Regierung zu bilden, die die Übergangsregierung unter Ibrahim al-Dschafari ablösen sollte. Al-Maliki hatte dort als führender Berater gearbeitet. Bei den Parlamentswahlen 2010 erhielt al-Malikis Rechtsstaat-Koalition 89 Sitze und wurde somit zweitstärkste Kraft. Am 12. November 2010 erhielt er erneut den Auftrag zur Regierungsbildung.
Am 8. April 2011 gab Nuri al-Maliki den Befehl zur Stürmung des Volksmudschahedin Lagers Camp Ashraf. Obwohl irakische Offizielle die Zahl der Toten mit drei angaben, bestätigte die UNO am 13. April 2011 23 Tote und 14 Verletzte. Camp Ashraf beherbergte etwa 3400 Mitglieder und Anhänger der sektenartig strukturierten Gruppe. Die exil-iranischen Volksmudschahedin hatten im Iran-Irak-Krieg auf Seiten des Irak gegen den Iran gekämpft. Die NLA, der militärische Arm der Volksmudschahedin, beteiligte sich nach dem Ersten Golfkrieg an der blutigen Niederschlagung der Aufstände von Kurden und Schiiten im Irak durch die irakische Armee im Jahre 1991.
Nuri al-Maliki war gegen den im Januar 2012 gescheiterten Plan der Arabischen Liga (AL), gemäß dem die Befugnisse des syrischen Präsidenten Baschar al-Assad an Vizepräsident Faruk al-Scharaa hätten übergeben werden sollen. Mitglieder der Koalition al-Malikis waren besorgt, dass der Machtantritt der Sunniten in Syrien zu einem erneuten Aufstand in der westirakischen Provinz Anbar führen könnte.
Nuri al-Maliki ist verheiratet und ist Vater eines Sohnes und dreier Töchter.

## Kritik
Nuri al-Maliki arbeitete nach den ersten freien Wahlen von 2010 an der Errichtung eines autoritären Systems. Er entzog zunächst mehreren Fernsehstationen, die kritisch berichteten, die Lizenz. Er installierte in den oberen Rängen des Militärs und der Geheimdienste fast ausschließlich Schiiten und ging offen gegen Sunniten vor. Eine Kommandozentrale für mehrere Elitetruppen war ihm persönlich unterstellt und unterlag keinerlei gesetzlicher Kontrolle. Kritiker Malikis wurden anscheinend unter Folter zu Geständnissen gezwungen, einige im Rahmen des Anti-Terrorismus- oder des „Entbaathifizierungs“-Gesetzes hingerichtet.
Der damalige irakische Vizepräsident Tariq al-Haschimi wurde im Dezember 2011 wegen Terrorismus angeklagt. Dieser machte hierfür unter Folter erzwungene Aussagen seiner Leibwächter verantwortlich. Er warf Maliki, der gleichzeitig Premierminister, Innenminister, Oberkommandierender der Armee, Chef des Nationalen Sicherheitsrates, Verteidigungsminister und Chef der Geheimdienste war, eine Machthäufung und die Unfähigkeit, mit Kritik und politischer Opposition angemessen umzugehen, vor. Er wollte den Irak unter Maliki aber nicht als Diktatur bezeichnen.
Zunehmend wird Maliki als der irakische Spitzenpolitiker betrachtet, welcher wegen seiner Unterdrückung der Sunniten die Erstarkung der ISIS im Norden des Irak befördert hat.

## Rücktritt
Am 14. August 2014 trat Maliki zugunsten des designierten Nachfolgers und politischen Rivalen Haider al-Abadi von seinem Amt als Regierungschef zurück. Noch am Tag zuvor hatte er bestätigt, dass er im Amt bleiben wolle. Als Gründe für den Rücktritt werden die Aufkündigung der Unterstützung durch die iranische Regierung (Großajatollah Ali al-Sistani forderte Malikis Ablösung) und die Zweifel der USA an Malikis Fähigkeiten, die politische Krise im Irak lösen zu können, da selbst seine schiitischen Milizen Unwillen zeigen würden, in einen Kampf gegen die Terrorgruppe „Islamischer Staat“ zu ziehen, vermutet.